# Danthoniopsis aptera
Danthoniopsis aptera là một loài thực vật có hoa trong họ Hòa thảo. Loài này được R.I.S.Correia & Phipps mô tả khoa học đầu tiên năm 1967.